# Vitrea striata
Vitrea striata е вид охлюв от семейство Pristilomatidae.

## Разпространение
Видът е разпространен в Испания (Балеарски острови).